# Židovský hřbitov v Litoměřicích
Židovský hřbitov v Litoměřicích se nachází v jihozápadní části města Litoměřice, v severozápadní části městského hřbitova v Žernosecké ulici. Samostatné židovské oddělení bylo založeno v roce 1876 a v dnešní době čítá zhruba 50 moderních náhrobních kamenů či jejich pozůstatků. Další židovské hroby jsou rozesety volně po areálu hřbitova. Poslední pohřeb zde proběhl v roce 1987.
Při zadním vstupu na hřbitov z Michalovické ulice se nachází památník obětem holocaustu z někdejších okresů Litoměřice, Lovosice a Úštěk.

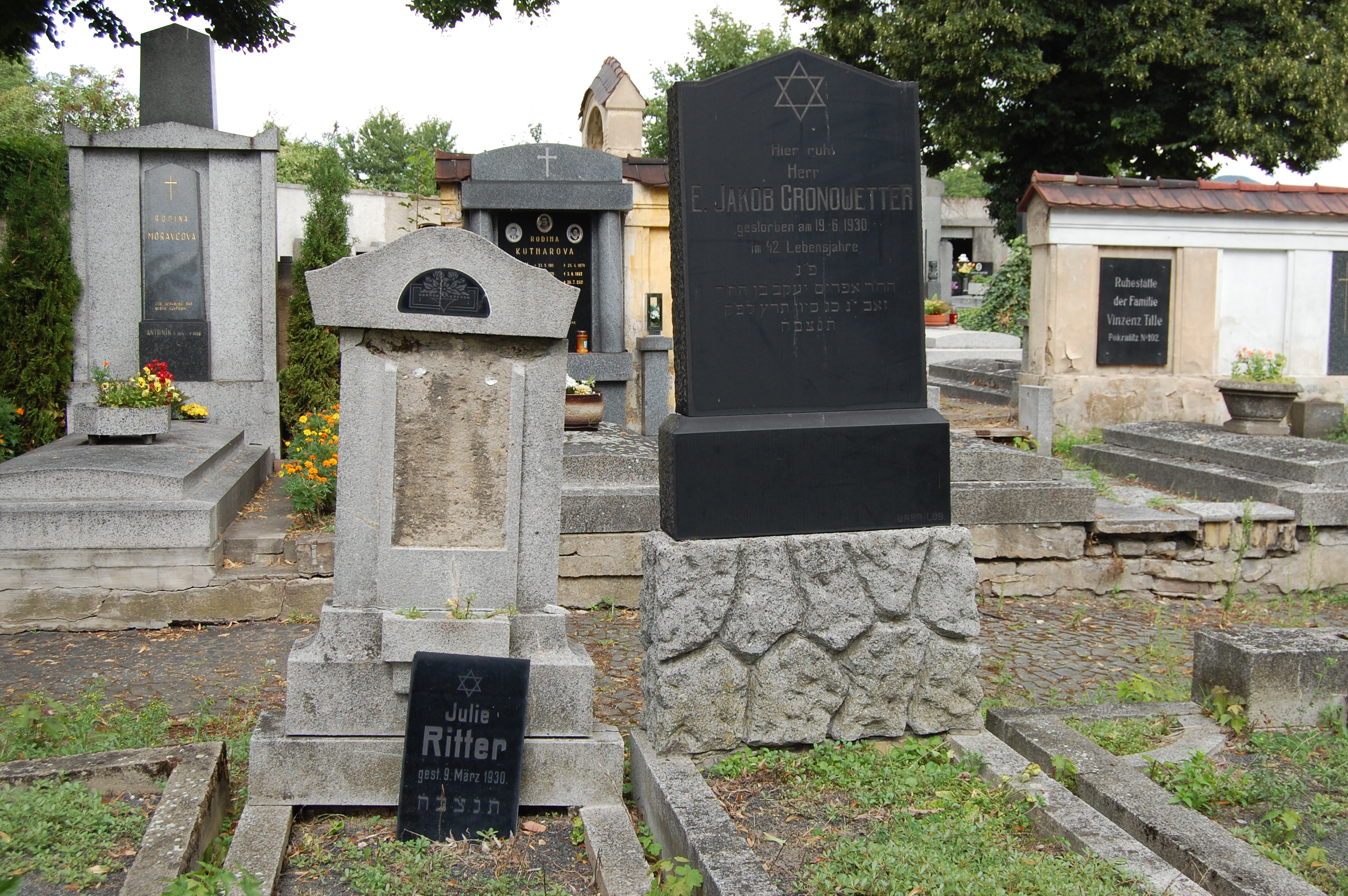
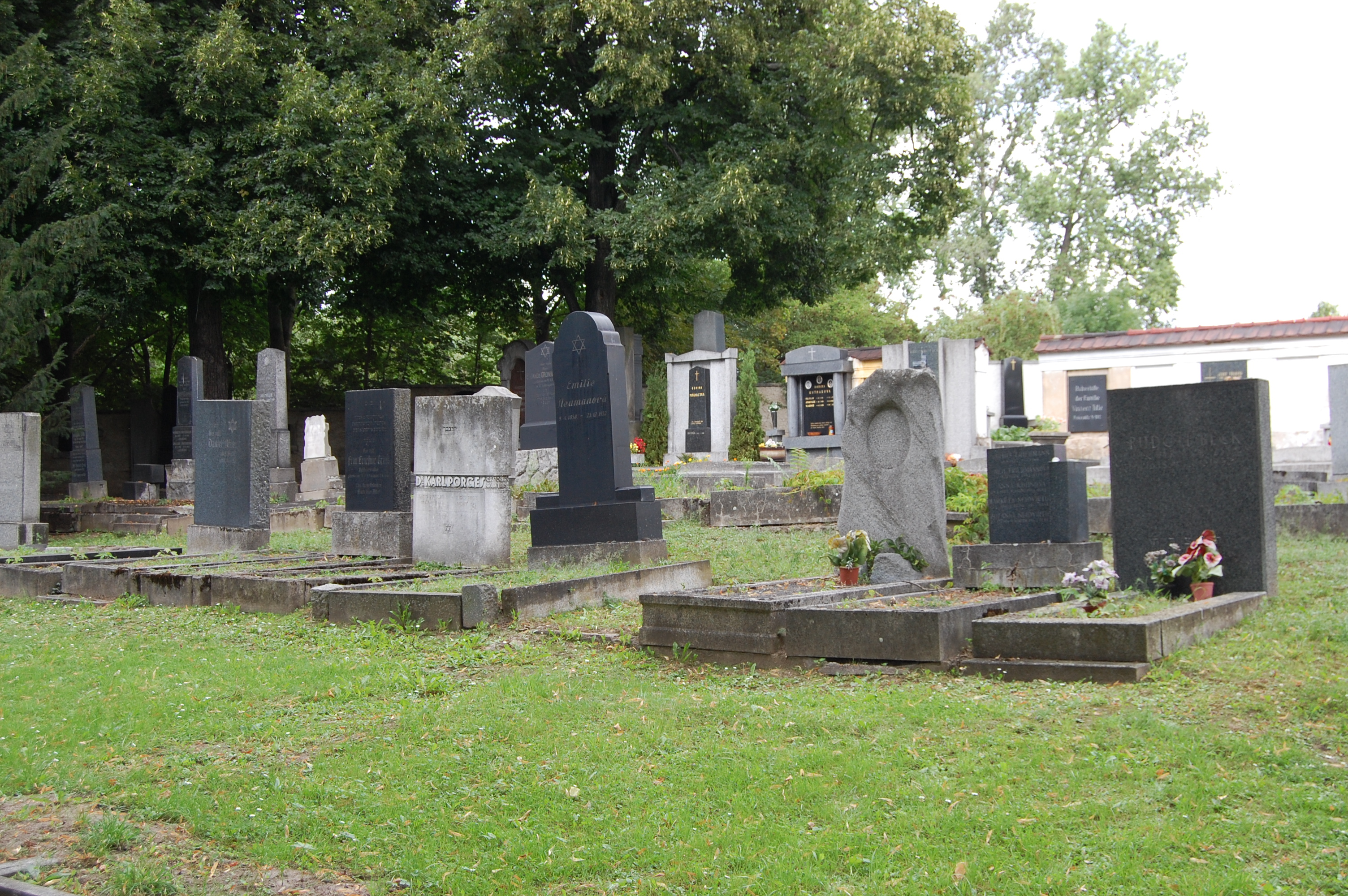
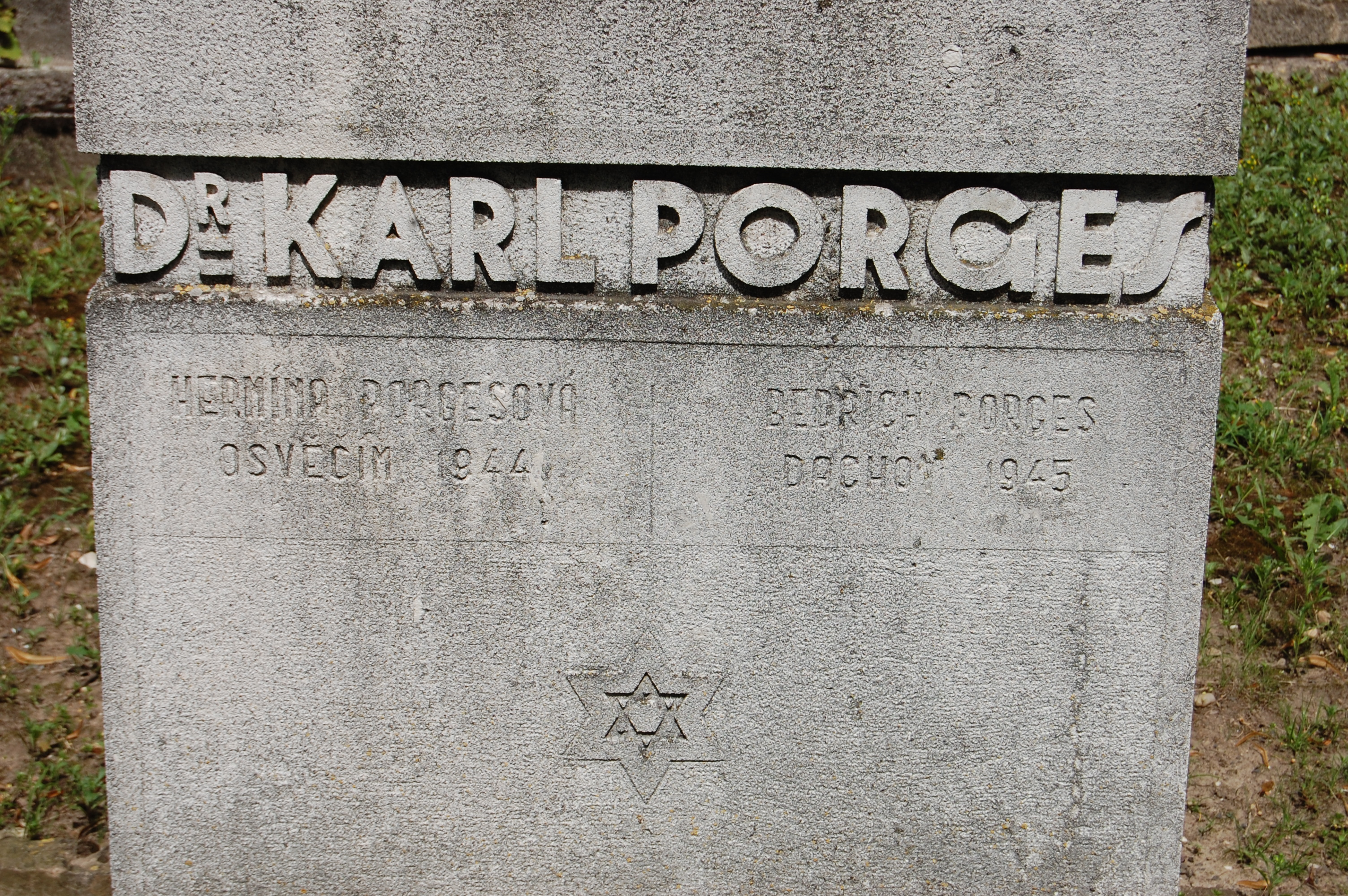
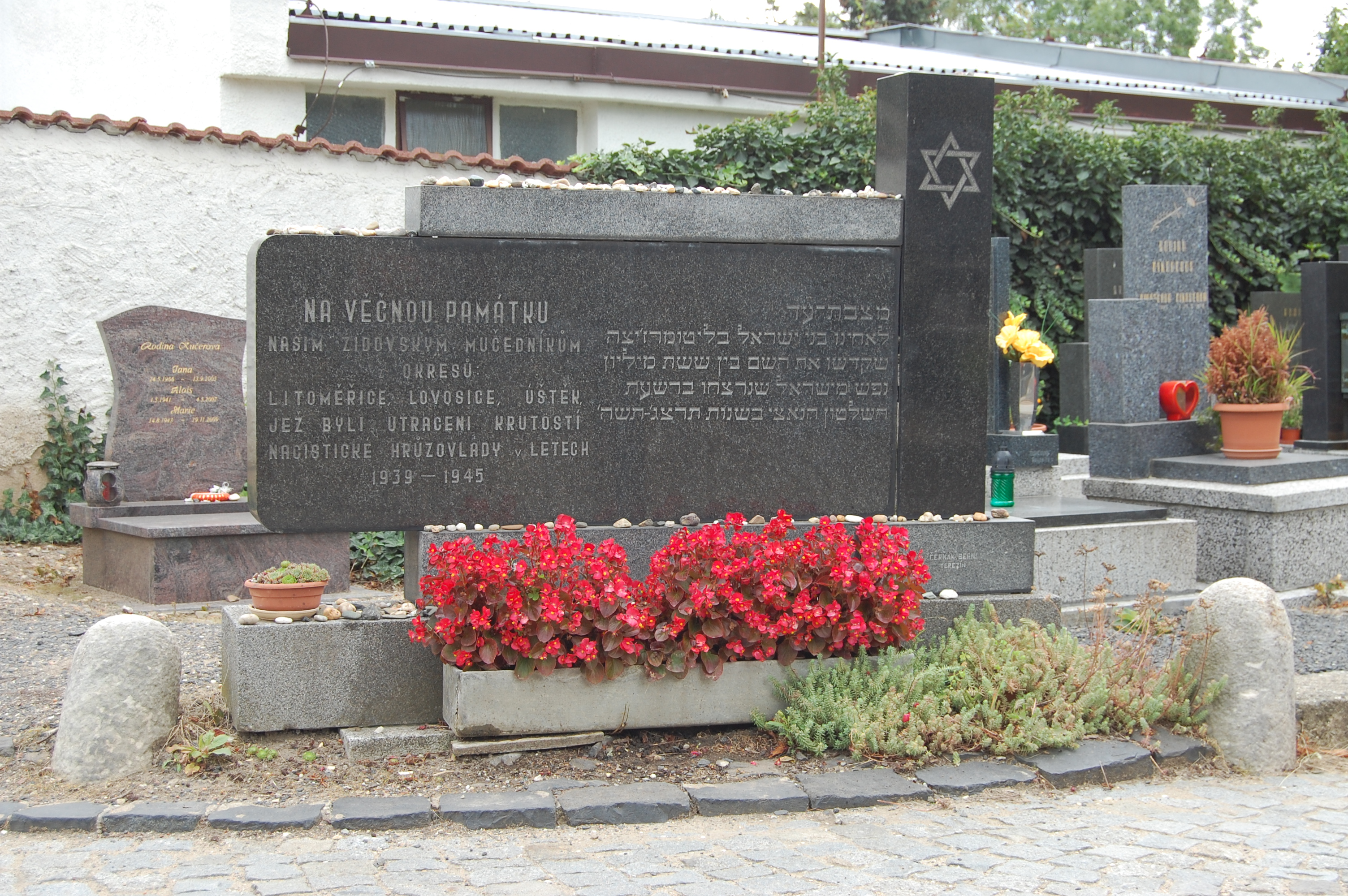
Památník obětem holocaustu